# سیارک ۱۶۰۴۴
سیارک ۱۶۰۴۴ (به انگلیسی: 16044 Kurtbachmann، نامگذاری:1999GW24) شانزده هزار و چهل و چهارمین سیارک کشف شده‌است که در ۶ آوریل ۱۹۹۹ کشف شد.
قدر مطلق سیارک برابر ۱۸.۶ است.